# Pragnienie (film 1949)
Pragnienie (szw. Törst) – szwedzki dramat filmowy z 1949 roku w reżyserii Ingmara Bergmana. Fabuła filmu została oparta na zbiorze opowiadań Birgit Tengroth opublikowanych w 1948 roku.

## Fabuła
Rut i jej mąż Bertil wracają do domu pociągiem z wakacji we Włoszech. Ich małżeństwo jest nieudane z powodu psychicznych perturbacji i nadużywania alkoholu przez Rut. Kiedy jadą przez zrujnowane wojną Niemcy, Rut wspomina romans z żonatym oficerem Raoulem. Raoul zmusił ją do poddania się aborcji, co skończyło się jej poważnymi problemami zdrowotnymi – bezpłodnością i niemożnością kontynuowania kariery tanecznej. Inna tancerka i jej przyjaciółka Valborg, która gardzi mężczyznami, kieruje swoje zainteresowania do kobiet. Bertila prześladują wspomnienia romansu z wdową Violą. Rut i Bertil wracają do domu, a Viola ucieka od sadystycznego psychiatry, spotyka się z Valborg, która chce ją uwieść, w końcu Viola popełnia samobójstwo. Napięcia między Rut i Bertilem narastają. Bertilowi wydaje się, że po kłótni zabija Rut. Zdaje sobie sprawę, że miało to miejsce tylko w jego wyobraźni. Małżonkowie postanawiają jeszcze raz spróbować ratować ich małżeństwo.

## Obsada
- Eva Henning jako Rut
- Birger Malmsten jako Bertil
- Birgit Tengroth jako Viola
- Hasse Ekman jako dr Rosengren
- Mimi Nelson jako Valborg
- Bengt Eklund jako Raoul
- Gaby Stenberg jako Astrid
- Naima Wifstrand jako panna Henriksson
- Verner Arpe jako niemiecki konduktor
- Calle Flygare jako ksiądz
- Sven-Eric Gamble jako robotnik
- Helge Hagerman jako ksiądz
- Else-Merete Heiberg jako Norweżka
- Estrid Hesse jako pacjent
- Gunnrar Nielsen jako pomocnik lekarza
- Sif Ruud jako wdowa
- Monica Weinzierl jako dziewczyna w pociągu